# Ноухо
Ноухо — река в России, протекает по Каргасокскому району Томской области. Устье реки находится в 18 км по левому берегу реки Корыльга. Длина реки составляет 35 км.
Система водного объекта: Корыльга → Когода → Казальцевская → Обь → Карское море.

## Данные водного реестра
По данным государственного водного реестра России относится к Верхнеобскому бассейновому округу, водохозяйственный участок реки — Обь от впадения реки Васюган до впадения реки Вах, речной подбассейн реки — Васюган. Речной бассейн реки — (Верхняя) Обь до впадения Иртыша.
Код объекта в государственном водном реестре — 13010900112115200033100.